# اکنیس
اکنیس (به آلمانی: Ekenis) یک منطقهٔ مسکونی در آلمان است که در بورن (آلمان) واقع شده‌است. اکنیس ۲۴۱ نفر جمعیت دارد.